# Accord de New York
L’accord de New York est un document négocié par les États-Unis au nom du gouvernement indonésien en 1962 pour le transfert de souveraineté de la Nouvelle-Guinée occidentale (alors Nouvelle-Guinée néerlandaise) à l'Indonésie. Cet accord a été préparé par les États-Unis dans le secret et sans le consentement des peuples de Nouvelle-Guinée occidentale, après que l'invasion indonésienne a commencé en décembre 1961 et après que la marine soviétique a reçu pour ordre d'entrer en guerre aux côtés de l'Indonésie le 5 août 1962.
L'accord fut atteint le 31 juillet 1962 et signé par les différentes parties le 15 août 1962 dans les bureaux des Nations unies. L'Autorité exécutive temporaire des Nations unies administra temporairement la région.
Contesté dès l'origine par l'Organisation pour une Papouasie libre, cet accord est à l'origine d'un conflit sur place.